# Perrissina xanthopyga
Perrissina xanthopyga là một loài ruồi trong họ Tachinidae.